# Verwaltungsgemeinschaft Tor zur Dübener Heide
In de voormalige Verwaltungsgemeinschaft Tor zur Dübener Heide, gelegen in het district Wittenberg, werkten zes gemeenten gezamenlijk aan de afwikkeling van hun gemeentelijke taken.

## Geschiedenis
De Verwaltungsgemeinschaft Tor zur Dübener Heide is opgericht in 1994 en bestond oorspronkelijk uit de gemeenten Gräfenhainichen, Jüdenberg, Schköna en Tornau. Op 1 juli 2004 werden daar de gemeenten Möhlau en Zschornewitz aan toegevoegd. De gemeente Jüdenberg trad op 31-12-2006 uit door annexatie door de gemeente Gräfenhainichen. Op 1-1-2011 zijn de resterende gemeenten ook geannexeerd door Gräfenhainichen en werd de Verwaltungsgemeinschaft Tor zur Dübener Heide opgeheven.